# Römische Tuba

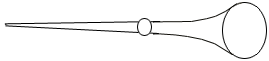
Römische Tuba

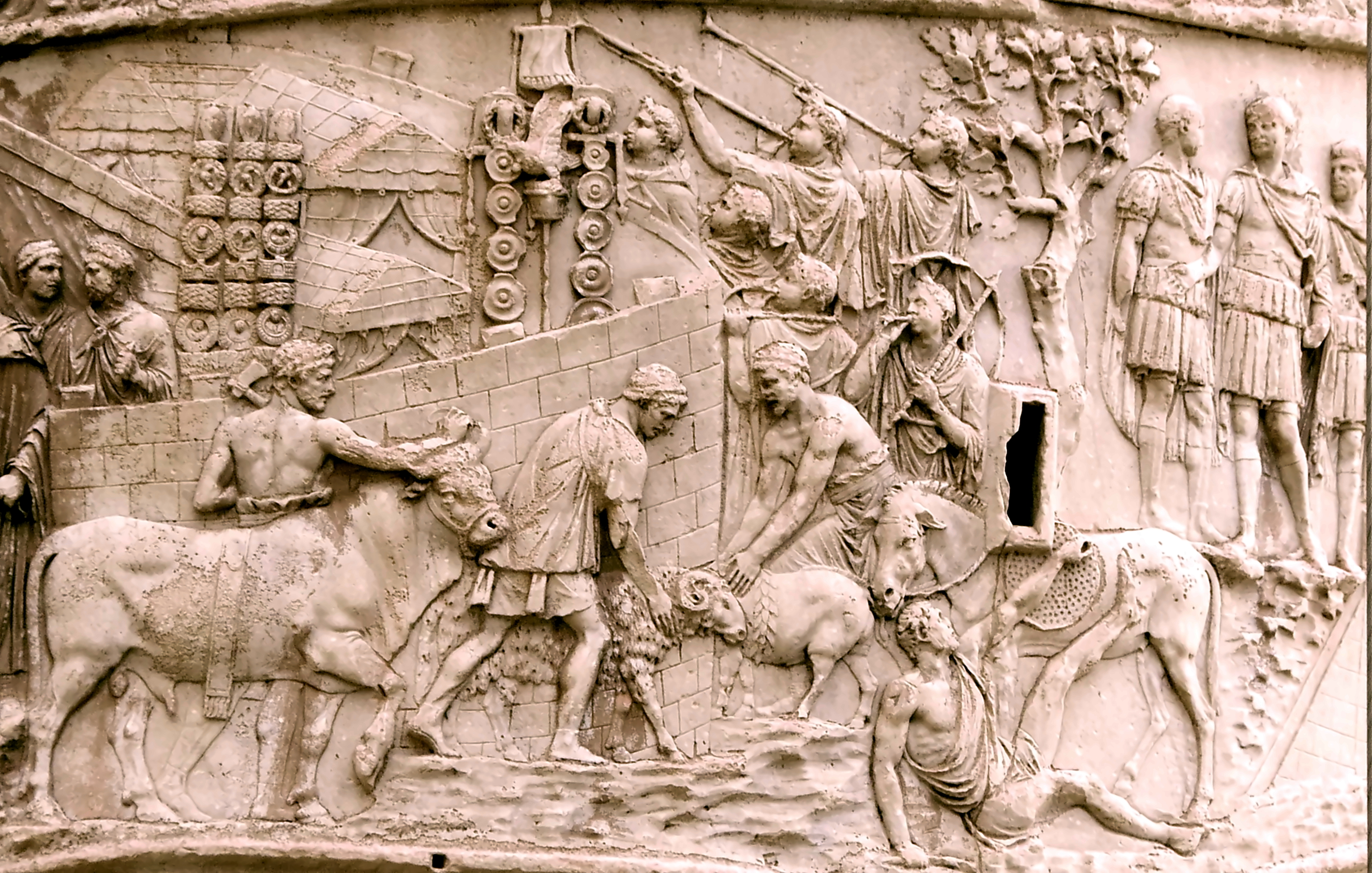
Römische Tubabläser (tubicen), dargestellt auf der Trajansäule

Die römische Tuba (lat. tubus ’Röhre’) ist ein Blechblasinstrument im Römischen Reich, eine Naturtrompete von etwa 1,2 m Länge. Von den beiden anderen römischen Blechblasinstrumenten Buccina und Cornu unterscheidet sich die Tuba durch ihr gerades Rohr. 
Die Tuba stammt möglicherweise von der griechischen Salpinx ab. Ihr direkter Ursprung ist aber wohl etruskisch, da Autoren wie Diodorus die Erfindung von Hörnern und Trompeten den Etruskern zuschreiben. Die Tuba war aus Bronze, hatte ein zylindrisches Rohr, das in einen Schallbecher mündete, und besaß nach Iulius Pollux ein Mundstück aus Knochen. 
Ihr Klang wurde im Unterschied zum Lituus, einer weiteren römischen Trompete, als eher dunkel und dröhnend beschrieben. Die Tuba diente wie die anderen römischen Blechblasinstrumente als militärischer Signalgeber und war der Infanterie zugeordnet (Vegetius, Epitoma rei militaris, II). Die Tubabläser (tubicen) waren ein sehr geachteter Berufsstand.
Die gerade Form der Tuba war noch im Mittelalter üblich, bis um 1400 das Rohr gebogen werden konnte.
Mit der modernen Tuba, die ein Bassinstrument ist, hat dieses Instrument wenig gemeinsam. 